# Antoine Siguy
Antoine Siguy, né le 11 novembre 1758 à Toulouse (Haute-Garonne), mort le 8 septembre 1812 à Saint-Malo (Ille-et-Vilaine), est un colonel français de la Révolution et de l’Empire.

## États de service
Il entre en service le 11 novembre 1777, comme soldat au régiment de Condé infanterie, et l’année suivante il embarque sur le vaisseau « le Zodiaque », avec lequel il fait la campagne sur mer. Il se trouve au combat d’Ouessant le 27 juillet 1778, et il est congédié le 26 juin 1788.
Au moment de la Révolution, il reprend du service le 11 décembre 1791, comme capitaine de grenadiers dans le 1er bataillon de volontaire de Haute-Garonne, et il fait les campagnes de 1792 à l’an VI, aux armées des Alpes, d’Italie, et en Suisse. Le 10 mai 1796, à la bataille du pont de Lodi, il s’élance à la tête de ses grenadiers, dans la ville et désarme plusieurs autrichiens qu’il fait conduire au quartier général. Chargé le même jour de s’emparer de la tête de pont et d’empêcher l’ennemi de la couper, il remplit sa mission avec un plein succès, malgré le feu meurtrier des autrichiens. Le 30 mai 1796, lors du passage du Mincio, il traverse le fleuve à la tête de sa compagnie, et parvenu sur l’autre rive, il contribue à en chasser les autrichiens sui sont mis en déroute.
En 1798, il est appelé à faire la campagne d'Égypte, et le 21 juillet lors de la bataille des Pyramides, avec ses grenadiers, il enlève une batterie de 20 pièces de canon. Son sous-lieutenant est tué à ses côtés, et lui-même à ses habits et son chapeau criblé de balles. A la prise de Jaffa le 7 mars 1799, il se conduit avec une rare intrépidité, ainsi que pendant le siège de Saint-Jean-d’Acre, où il ne manque aucune occasion de faire preuve de bravoure et de dévouement. Lors de ce siège, il a déjà pris part à dix assauts lorsque le 18 mai 1799 dans une onzième tentative faite contre le corps de place, il est atteint d’un coup de feu qui lui fracasse la jambe droite. Sa conduite pendant cette journée, lui vaut un sabre d’honneur, et le général en chef Kléber le nomme chef de bataillon provisoire le 12 septembre 1799.
Confirmé dans son grade le 19 novembre 1800, il devient titulaire le 15 juillet 1803, dans la 32e demi-brigade d’infanterie de ligne. Atteint de surdité et inapte au service actif à la suite des blessures reçues, il est proposé par le général Junot commandant la 1re division militaire, pour un commandement de 3e classe. Le premier Consul voulant récompenser les bons services de cet officier, le nomme colonel commandant d’armes à Saint-Malo le 3 octobre 1803, et le fait officier de la Légion d’honneur le 14 juin 1804.
Il meurt dans l’exercice de ses fonctions le 8 septembre 1812 à Saint-Malo.

## Sources
- A. Lievyns, Jean Maurice Verdot, Pierre Bégat, Fastes de la Légion-d'honneur, biographie de tous les décorés accompagnée de l'histoire législative et réglementaire de l'ordre, Tome 2, Bureau de l’administration, 1842, 344 p. (lire en ligne), p. 168.
- Archives de l'honneur, ou Notices sur la vie militaire des ..., Volume 1, Laurens ainé, imprimeur éditeur, Paris, 1805, p. 593.
- Charles Théodore Beauvais et Vincent Parisot, Victoires, conquêtes, revers et guerres civiles des Français, depuis les Gaulois jusqu’en 1792, tome 26, C.L.F Panckoucke, janvier 1822, 414 p. (lire en ligne), p. 194.
- G. Dumont, Bataillons de volontaires nationaux (cadres et historiques), Paris, Charles Lavauzelle, 1914, 494 p. (lire en ligne), p. 112.